# Kétlábúság

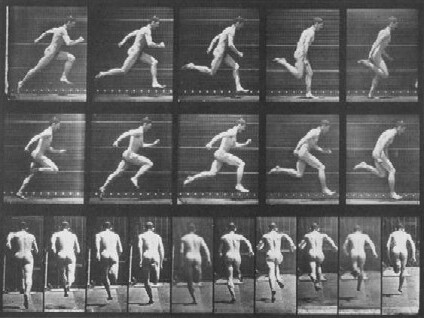
A két lábon futó ember mozgásfázisai - Eadweard Muybridge több kamerából álló rendszerrel készített felvételei a mozgó emberről

A kétlábúság (vagy bipedalizmus) a szárazföldi mozgás egy formája, amelynél a szervezet a két hátsó végtagja vagy lába segítségével mozog. Azt az állatot vagy gépet, ami rendszerint bipedális módon mozog, (a latin bi = „kettő” és ped = „láb” szavak összetételéből) bipednek, azaz „kétlábúnak” nevezik, A bipedális mozgás típusai közé tartozik a két függeléken (általában lábon) történő járás, a futás és az ugrás.
Aránylag kevés ma élő faj szokott normális helyzetben két lábon mozogni. Az emlősök között a szokványos bipedalizmus négy alkalommal fejlődött ki a valódi kenguruknál, a kenguruegereknél, az ugrónyulaknál és az emberszabású majmoknál.
A triász időszakban egyes archosaurus csoportoknál (köztük a krokodilok őseinél) kifejlődött a bipedalizmus; a leszármazottaik között levő dinoszauruszok korai formái és számos későbbi csoportjuk pedig szokványos vagy kizárólagos bipedekké váltak; a madarak a kizárólagosan biped dinoszauruszok egyik csoportjától származnak.
Nagy számú ma élő állat képes bipedális mozgásra egy rövid ideig, kivételes körülmények esetén. Számos nem archosaurus gyíkfaj bipedálisan mozog futás közben, rendszerint akkor, ha veszély fenyegeti. Harc során sok állat képes a hátsó lábaira ágaskodni. Egyes állatok gyakran állnak a hátsó lábaikra azért, hogy elérjék a magasan levő táplálékot, vagy hogy körülnézzenek, de nem mozognak két lábon.
A bipedális mozgásnak két fő típusa létezik: a valódi kenguruk, a kisebb madarak és a rágcsálók két lábbal szökdelve mozognak; más csoportok, köztük a majmok és a nagy madarak járnak vagy futnak egyenként mozgatva a lábaikat.

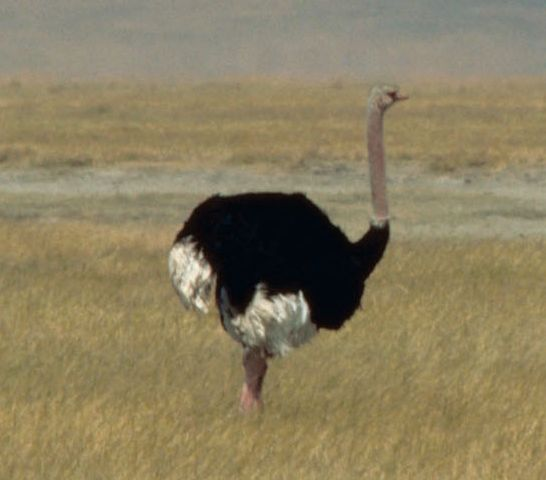
A strucc az egyik leggyorsabb ma élő biped

## Definíció
A szó a latin bi(s) „kettő” és ped- = „láb” szavak összetételéből származik, ellentéte a quadruped, melynek jelentése „négylábú”.

### Fakultatív és kényszeres bipedalizmus
A zoológusok gyakran illetik a különféle viselkedéseket, többek között a bipedalizmust is, a „fakultatív” (esetenként opcionális) vagy a (más lehetőség hiányára utaló) „kényszeres” jelzővel. Ha a megkülönböztetés nem lenne egyértelmű – például az emberek szokás szerint bipedálisan járnak és futnak, de szinte valamennyien képesek a kezeiken és a térdeiken kúszva haladni, ha szükséges. Léteznek beszámolók olyan emberekről, akiknél megszokott a térdeket a föld felett tartva négy lábon történő járás, de ez az Uner Tan szindróma nevű nagyon ritka genetikai idegi rendellenesség következménye, és nem a normális viselkedés része. Megfeledkezve a sérülések vagy a betegségek által okozott kivételekről, számos tisztázatlan eset létezik, melynél a „normális” emberek a kezeikre és térdeikre támaszkodva, kúszva közlekedtek. Emiatt e szócikk kerüli a „fakultatív” és a „kényszeres” szakkifejezések használatát, inkább az állatok különböző csoportjai által alkalmazott normális mozgásstílusokra fókuszál.

## Mozgás
A bipedalizmushoz általában többféle mozgásállapot kapcsolódik.
1. Állás. Két lábon történő állás. Ez a legtöbb bipednél aktív folyamat, ami folyamatos egyensúlyozást igényel.
2. Járás. Az egyik láb a másik elé kerül, legalább az egyik láb mindig a talajon van.
3. Futás. Az egyik láb a másik elé kerül, egyes időszakokra mindkét láb elhagyja a talajt.
4. Ugrálás/Szökdelés. Mozgás ugrások sorozatával, együtt használva a lábakat.

## Bipedális állatok
A ma élő szárazföldi gerincesek nagy többsége négy lábon jár. Az emlősök között a bipedalizmus a talajon való mozgás normális módja a főemlősök különböző csoportjainál (például a makialakúaknál, a gibbonféléknél és a hominináknál), a valódi kenguruknál (a kenguruknál és wallabiknál), valamint néhány rágcsálónál (a kenguruegereknél és az ugrónyulaknál). Valamennyi madár bipedként mozog a talajon, a dinoszaurusz őseik örökségeként. A dinoszauruszokat és a krokodilokat is tartalmazó archosaurusok csoportjánál a bipedalizmus többször is kifejlődött. Némelyik gyík szintén képes bipedális helyváltoztatásra, de csak vészhelyzetben. A ma élő és a kihalt kétéltűek között egyetlen biped sem ismert.
A legtöbb bipedális állat a hátsó lábain mozog vízszintesen álló felsőtesttel, melyet hosszú farkával tart egyensúlyban. A bipedalizmus főemlősökre jellemző változata szokatlan, mert a hát majdnem (az emberek esetében teljesen) függőlegesen áll, és a főemlősök között csak a makialakúak rendelkeznek farokkal.
Az emberek és a nagy méretű madarak egyszerre egy lábukat felemelve gyalogolnak. Másfelől a legtöbb valódi kenguru, a kisebb madarak és a bipedális rágcsálók a lábaikon szökdelve mozognak. A fakúszó kenguruk másfajta helyváltoztatásra is képesek, legtöbbször váltogatják a lábaikat, amikor a fákon másznak, és páros lábbal szökdelnek, amikor a talajon haladnak.

### A dinoszauruszok és leszármazottaik
Minden dinoszauruszról úgy tartják, hogy egy teljesen bipedális, feltehetően az Eoraptorhoz hasonló őstől származik. A maniraptorák bipedális mozgás közben valószínűleg elérték a 65 km/h-s sebességet is, struccszerű röpképtelen madár őseikhez hasonlóan. A bipedális mozgás számos egyéb dinoszaurusz fejlődési vonalán újra kifejlődött, például az Iguanodonnál is. A dinoszauruszok és a madarak testvércsoportját képviselő krokodilok fejlődési vonalának egyes kihalt tagjai szintén kifejlesztették a bipedális mozgást – a feltételezés szerint a krokodilok rokonságába tartozó triász időszaki Effigia okeeffeae is biped volt.

### Emlősök
A bipedális mozgás kevésbé gyakori az emlősök között, a legtöbbjük quadrupedális. Minden főemlős rendelkezik a bipedális mozgás képességével, habár a nem emberi főemlősök a talajon elsősorban quadrupedálisan mozognak. A főemlősök mellett a legnagyobb, kizárólag bipedálisan mozgó emlőscsoport a valódi kenguruk (a kenguruk, a wallabik és rokonaik), melyek szökdelve haladnak. Vannak más, szökdelve közlekedő emlősök is, például a kengurupatkány. az ugrónyúl, az olyan főemlősök, mint a szifaka és a fürge maki. A főemlősökön kívül feltehetően az óriás tobzoska az egyetlen emlős, amelyre a nem szökdelő bipedális mozgás jellemző.

#### Főemlősök
A főemlősök változatosabb mozgásuk révén megkülönböztethetők a többi, quadrupedális emlőstől. Ezek közé tartozik a karok lengetése, a négykezes mászás, a csuklójárás és a szokványos rövid bipedális összecsapások. Emellett a főemlősök quadrupedális mozgása jelentősen különbözik más emlősökétől. E járásmódbeli különbségek főleg az erdei környezethez való alkalmazkodás eredményei. Valamennyi főemlős képes egyenesen ülni. Sokuk a hátsó lábaira tud állni egyenesen, segítség nélkül. A csimpánzok, a bonobók, a gibbonok és a páviánok a bipedalizmus aránylag fejlett változatára szolgálnak példával. A csimpánzok és bonobók sérült állapotban is képesek a bipedális mozgás fenntartására.
A trópusi területeken élő főemlősök gyakran bipedális helyzetben gázolnak át a vízen. A bonobók, a borneói nagyorrúmajom és a páviánok bipedálisan mozogva vizsgálódnak. Három fogságban élő főemlős, egy Natasha nevű makákó, valamint két csimpánz, Oliver és Poko esetében is megfigyelték a bipedális mozgást. Natasha kizárólag bipedális közlekedésre váltott egy betegség után, Poko-t egy magas, szűk ketrecben tartották, Oliver pedig ízületi gyulladása miatt visszatért a csuklójáró mozgáshoz.
Emellett a főemlősök gyakran bipedálisan mozogva szállítanak élelmet. Egy elképzelés szerint az emberek bipedális mozgása is azért fejlődött, mert így vitték a csoport többi tagjával megosztani kívánt táplálékot.

### Korlátozott bipedalizmus az emlősöknél
Más emlősöknél a bipedalizmus a nem helyváltoztató mozgásra korlátozódik. Számos egyéb állat, például a patkányok, a mosómedvék és a hódok a hátsó lábaikon guggolnak, hogy a mellsőkkel tárgyakat manipulálhassanak, de a haladás közben visszatérnek a quadrupedális mozgáshoz (bár a hód szintén képes bipedális mozgásra, amikor fát szállít a gátjaihoz). A medvék bipedális álló helyzetben harcolnak, fegyverként használva a mellső lábaikat. A földimókusok és a rókamanguszták a hátsó lábaikra állva derítik fel a környezetüket, de nem gyalogolnak ebben a helyzetben. A kutyák képesek két lábon állni és mozogni idomítás után vagy egy quadrupedalizmust gátló sérülést követően. A zsiráfnyakú gazella a hátsó lábaira állva legel a fákról, ahogy a kihalt óriáslajhár és a chalicotheriumok. A pettyes szkunkok vészhelyzetben szintén bipedális helyzetet vesznek fel; mellső lábaikra állnak, hogy anális mirigyeikkel képesek legyenek lefröcskölni a támadójukat.

### Korlátozott bipedalizmus a nem emlős állatoknál
A bipedalizmus ismeretlen a kétéltűek között. A nem archosaurus hüllőknél is ritka, de a felegyenesedett futás előfordul némelyik gyíknál és varánusznál. Sok hüllőfaj harc esetén ideiglenesen bipedális mozgásra tér át. A baziliszkusz gyíkok egyik neme bipedálisan futva képes bizonyos távolságot megtenni a víz felszínén. Az ízeltlábúak közé tartozó csótányoknál időnként nagy sebességű bipedális mozgás figyelhető meg. Bár a bipedalizmus virtuálisan kizárólag a szárazföldi állatokra jellemző, legalább kétféle polip is szokott két karjára támaszkodva bipedálisan járni a tengerfenéken, ami lehetővé teszi, hogy a többi karjukat álcázásra használják, egy algaszőnyeghez vagy egy lebegő kókuszdióhoz hasonlóvá téve az állatot.

### Előnyök
A korlátozott és kizárólagos bipedalizmus különböző előnyöket biztosíthat egy faj számára. Felemeli a fejet, ami lehetővé teszi a látómező megnövelését és a távoli veszély- vagy erőforrások felfedezését, a mély vízen való átkelést és a magasan levő táplálék elérését. A felegyenesedett helyzetben a mozgásra nem használt végtagok felhasználhatók tárgyak manipulálásra (főemlősöknél és rágcsálóknál), repülésre (madaraknál) ásásra (az óriás tobzoskánál), harcra (a medvéknél és a varánuszoknál) vagy álcázásra (egyes polipfajoknál). A futás sebessége megnövekszik, ha a gerinc kevésbé rugalmas, habár a bipedális mozgással elérhető maximális sebesség elmarad attól, amit a rugalmas gerincű quadrupedális állatok képesek elérni – a strucc maximális sebessége 65 km/h, a vörös óriáskengurué 70 km/h, míg a gepárdé meghaladja a 100 km/h-t is.

## Evolúció
Egy újabb keletű bizonyíték alapján a mai ember nemi dimorfizmusának (a férfiak és nők közti fizikai különbségnek) ágyékcsigolyájánál látható jele már az olyan premodern főemlősöknél megjelent, mint az Australopithecus africanus. E dimorfizmusról úgy tartják, hogy evolúciós adaptáció, ami segítette a terhes nők számára a fahordást, melyre a nem bipedális főemlősöknek nem volt szüksége. A bipedalizmus számos adaptív előnnyel járt, melyek függetlenül alakultak ki több különböző fejlődési vonalon.

### Korai hüllők és gyíkok
Az első ismert biped a bolosauridák közé tartozó Eudibamus volt, melynek fosszíliái 290 millió évesek. Hosszú hátsó és rövid mellső lábai, valamint egyedi ízületei mind a bipedalizmusra utalnak, ami növelhette a sebességét. A faj még a dinoszauruszok megjelenése előtt kihalt.
Az Eudibamustól függetlenül egyes modern gyíkfajoknál is kifejlődött a hátsó lábakon való futás képessége a sebességnövelés érdekében.

### Dinoszauruszok és madarak
A bipedalizmus független módon fejlődött ki a dinoszauruszok között. A dinoszauruszok körülbelül 230 millió éve, a késő triász időszak végén, nagyjából 20 millió évvel a földi élet 95%-át elpusztító perm–triász kihalási eseményt követően különváltak archosaurus őseiktől. A radiometrikus kormeghatározás a korai dinoszaurusznem, az Eoraptor maradványai esetében erre az időre vonatkozóan igazolja a fosszilis rekordban való jelenlétet. Az őslénykutatók úgy vélik, hogy az Eoraptor hasonlít valamennyi dinoszaurusz közös ősére; ha ez igaz, akkor a jellemzői alapján az első dinoszauruszok kis, bipedális ragadozók voltak. Az Argentína középső triász időszaki rétegeiből származó Marasuchushoz és Lagerpetonhoz hasonló dinoszauruszszerű kezdetleges ornithodirák felfedezése támogatja ezt az elméletet; a fosszíliák elemzése alapján ezek az állatok szintén kis, bipedális ragadozók voltak.

### Emlősök (az emberek kivételével)
Sok állat bipedális helyzetet vesz fel bizonyos esetekben, például táplálkozás vagy harc során. A kihalt emlősök számos csoportjánál független módon fejlődött ki a bipedalizmus a helyváltoztatás fő formájaként – például az embereknél, az óriás tobzoskánál és a valódi kenguruknál. Az emberek bipedalizmusa bővebben a következő szakaszban kerül ismertetésre. A valódi kenguruk szökdelő bipedalizmusa a feltételezés szerint csak egyszer alakult ki, amire 45 millió évnél nem régebben került sor.

### Emberek
Legalább tizenkét különböző elmélet létezik arra, hogyan és miért fejlődött ki a bipedalizmus az embereknél, és az is vitatott, hogy erre mikor került sor. A bipedalizmus jóval a nagy méretű emberi agy előtt vagy a kőeszközök kifejlődését megelőzően alakult ki. A különböző elméletek nem feltétlenül zárják ki egymást, elképzelhető, hogy több szelektív erő együtt vezetett az ember kétlábúságához. Fontos megkülönböztetni a bipedalizmushoz és a későbbi, futáshoz szükséges adaptációkat.
Különböző okok merültek fel az emberi bipedalizmus kialakulását illetően, köztük a kezek eszközhasználathoz és szállításhoz való szabaddá tétele, nemi dimorfizmus az élelemgyűjtésnél, klimatikus és élőhelyet érintő változások (dzsungelből szavannára való átköltözés) és a trópusi napsütésnek kitett bőrfelület csökkentése. Az első két magyarázatot kritikák érték amiatt, hogy az ősi fajokra modern szociális kapcsolatokat és előítéleteket vetít, míg a másik kettőt azért vitatják, mert figyelmen kívül hagyja azt, hogy az emberek elődei erdei és erdős életteret foglaltak el. Egy másik magyarázat szerint a szavanna és a szórványos erdők arra kényszerítették az előembereket, hogy a facsoportok között utazzanak és a bipedalizmus jobb lehetőséget kínált erre a csuklójáró quadrupedalizmusnál. Mindemellett az átkelő-elmélet hitele növekszik.

#### Táplálkozási póz-elmélet
A táplálkozási póz-elméletet jelenleg az Indiana Egyetem professzora, Dr. Kevin Hunt támogatja. Ezen elmélet alapján a csimpánzok csak evés közben mozogtak bipedálisan. Mikor a talajon voltak, felnyúlhattak a kisebb fákon levő gyümölcsökért, az ágak között pedig a bipedális helyzetben jobban elérhették a fejük felett levő ágakat. A bipedális mozgás megszokottá vált, mivel alkalmas volt az élelem megszerzésére. Emellett Hunt azt is feltételezi, hogy ez a mozgás a csimpánznál együtt fejlődött a kar lógatásával, mivel ezzel hatékonyabbá vált az élelemgyűjtés. Az Australopithecus afarensis fosszilis anatómiájának elemzése nagy mértékű hasonlóságot mutat a csimpánz kezével és vállával, ami lógó kezek jelenlétét jelzi. Emellett az Australopithecus csípője és hátsó lába igen egyértelműen utal a bipedalizmusra, bár az emberekéhez hasonlítva nagyon nehezen használható helyváltoztatásra. Hunt kijelentette, hogy a bipedalizmus a szárazföldi táplálkozási pózon túllépve járó pózzá fejlődött. Állítása szerint: „Egy bipedális táplálkozási adaptáció előadaptációja lehetett a teljes, helyváltoztatásra szolgáló bipedalizmusnak, ami a Homo erectusnál jelent meg.” Egy kapcsolódó elmélet szerint az előemberek nem csak a gyümölcsszedés miatt tanultak meg felegyenesedni, ugyanis megtarthatták mászóképességüket, viszont a felegyenesedés által lehetővé vált, hogy kiemeljék a fejüket a vízből, miközben vízinövényeket, puhatestűeket és egyéb táplálékot kerestek.

#### Élelmező modell
A bipedalizmus eredetével kapcsolatos egyik elmélet a C. Owen Lovejoy által bemutatott, „hím élelmezés” nevű viselkedési modell. Lovejoy feltevése szerint a bipedalizmus evolúciója a monogámiára való válasz volt. Ahogy a hominida hímek monogámokká váltak, napközben elhagyták a párjukat és utódaikat, hogy élelmet keressenek. A hímek a táplálékot a karjaikban tartva és a hátsó lábaikon haladva visszaszállíthatták a családjuknak.
Nincs részletes bizonyíték arra, hogy a korai hominidák monogámok voltak, a poligámiájukra vonatkozóan azonban van utalás. A monogám főemlősök között a hímek és a nőstények hasonló méretűek voltak, a nemi dimorfizmus minimális mértékű volt. Az Australopithecus afarensis hímjeinek tömege a nőstényekénél kétszer nagyobb lehetett (emellett jóval magasabbak is voltak), ami arra utal, hogy poligámokként éltek[forrás?]. A modern monogám főemlősök nagy mértékben territoriálisak, de a fosszilis bizonyítékok arra utalnak, hogy az Australopithecus afarensis nagy csoportokat alkotott. Nincs bizonyíték arra sem, hogy a nőstény hominidák nem szereztek maguknak élelmet. A korai hominidák agya nem volt elég nagy ahhoz, hogy az utódoknak koraszülöttként és magatehetetlenül kelljen megszületniük. A majomfajok nőstényei a korai hominidákhoz hasonlóan, szintén nem várnak arra, hogy ételt vigyenek nekik. Röviden nincs közvetlen bizonyíték, ami a korai hominidák esetében monogámiára vagy poligámiára utalna, a közvetett bizonyíték pedig a poligámiát valószínűsíti. Emellett nincs bizonyíték arra a feltevésre sem, hogy a hímek táplálták a nőstényeket és az utódokat.

#### Egyéb viselkedési modellek
Egyes elképzelések szerint egy egyedi viselkedésbeli változás kulcsfontosságú szerepet játszott a hominidák bipedalizmusának evolúciójában. Például Wescott (1967), majd később Jablonski és Chaplin (1993) azt állították, hogy a bipedális fenyegetés átmeneti viselkedés lehetett, ami olyan majom csoportokhoz vezethetett, amelyek jóval gyakrabban kezdték használni a bipedalizmust. Mások (például Dart 1925-ben) felvetették azt az ötletet, ami alapján a ragadozókkal szembeni éberségre való nagyobb igény lehetett a kiváltó ok. Dawkins (2004-ben) kijelentette, hogy olyan szokásként kezdődhetett, ami felbukkant, majd a nemi kiválasztódás révén elterjedt. Emellett volt olyan (például Tanner 1981:165), aki azt állította, hogy a hímek fallikus pózolása lehetett a kezdő lépés.

#### Hőszabályzási modell
A bipedalizmus eredetét magyarázó hőszabályzási modell az egyik legegyszerűbb, de mégis életképes elmélet. Az evolúcióbiológia professzora, Dr. Peter Wheeler szerint a bipedalizmus kialakulásával a test felemelkedett a földről és függőleges helyzetbe állt, így kevesebb napfényt nyelt el és több hőt bocsátott ki. Ugyanis amikor a hominidák teste magasabbra került, az erősebb szél hatására a hőmérséklete kedvezőbbé vált. A forró évszakok során a szél tovább növelte a hőveszteséget, így az élőlény jobban érezte magát.

#### Szállítási modell
Charles Darwin (1871:52) kijelentette, hogy „Az ember nem érhette volna el a világban ma betöltött domináns helyzetét a kezei használata nélkül, melyek csodálatosan alkalmazkodtak ahhoz, hogy engedelmeskedjenek az akaratának.”, és a bipedalizmus eredetét magyarázó elméletek közül sok ebből az elképzelésből indul ki. Gordon Hewes (1961) azt állította, hogy a hús „jelentős távolságra történő” (Hewes 1961:689) szállítása kulcsfontosságú tényező volt. Isaac (1978), valamint Sinclair és szerzőtársai (1986) módosításokat javasoltak az elmélethez, a Lovejoy által (1981) megalkotott és fentebb felvázolt táplálkozási modellhez hasonlóan. Egyesek, többek között Nancy Tanner is (1981) felvetették, hogy az utódok szállítása lehetett a bipedalizmus kialakulásának oka, míg mások szerint a kőeszközök és fegyverek megjelenése indította el a változást.

#### Átkelő-elmélet
A Vízimajom-elmélet szerint az emberi bipedalizmus a vízen való átkelések hatására alakult ki. A szárazföldi quadrupedalizmusról a bipedális átkelő életmódra való váltás főként a nagy főemlősöknél, elsősorban a majmoknál ment végbe, az aránylag kevés kivétel közé tartozik például a grizzly medve. A bipedális átkelés felfedezhető a bonobónál, a csimpánznál, a síkvidéki gorillánál, az orángutánnál, a páviánnál és a borneói nagyorrúmajomnál. Ez a helyváltoztatási mód lehetővé teszi a fej vízszint felett tartását és a légzést. További súlyt ad az elméletnek az ember, valamint az ősének nem tekinthető, egykor mocsarakban és szigeteken élt, mára kihalt Oreopithecus bambolii medencéjének hasonlósága.

#### Szavanna-elmélet
Ez az elmélet azt feltételezi, hogy a fák mennyiségének jelentős csökkenése folytán a környezet szárazabbá vált. Az erdők megfogyatkozásának időszaka alatt a korai hominidák egy olyan környezethez alkalmazkodtak, ami a mai Afrika egyenlítői vidékeinek köztes állapotban levő részben erdős, részben szavannás területeire emlékeztet. Az elképzelése szerint az élelemgyűjtésben való hatékonyság megőrzéséhez a hominidáknak aránylag nagy távolságra kellett ételt vagy eszközöket szállítaniuk, amit a quadrupedalizmus rendkívül megnehezített volna. A bipedalizmus további fejlődése a korai hominidák számára lehetővé tette, hogy a kezeiket az eszközök megtartására és a föld megművelésére használják, mivel a helyváltoztatáshoz már nem volt rájuk szükségük. Ez az elmélet azonban nem veszi figyelembe azt, hogy az emberi ősöknél az alkalmazkodás már nagyrészt azelőtt végbe ment, mielőtt a szavannák létrejöttek volna. Emellett a föld megművelése jóval későbbi emberi tevékenység. Sok antropológus, például Bernard Wood, Kevin Hunt és Philip Tobias szerint a szavanna-elmélet használhatatlan.

## Fiziológia
A bipedális mozgás többféle módon is történhet, és számos mechanikai és neurológiai adaptációt igényel. Ezek egy része az alábbiakban kerül felsorolásra.

### Biomechanika
A bipedális járás vagy futás a témát vizsgáló mérnökök szerint egy ismétlődő, megszakított esés. A „botladozás” jelensége a járásra és futásra vonatkozó „irányított zuhanás” elmélete által vált ismertté. Úgy tűnik, hogy a botlást a járásnál és a futásnál is a láb test alól való kihúzása indítja el. Valójában azonban az, hogy a mozdulatot a járásnál az egyik láb csupán megállítja, a futásnál pedig csak lelassítja, elegendő a botladozás fenntartásához. Ha a láb nem akadályozza meg a zuhanást, akkor a biped a földre esik.

#### Állás
Az energiahatékonyság azt jelenti, hogy a bipedális állás magában foglalja az egyensúly állandó fenntartását és a túlszabályzással szembeni védelmet.

#### Járás
A hatékony járás jóval bonyolultabb az állásnál. Együtt jár vele az egyensúly előre és oldalra történő kis mértékű kibillenése és ennek megfelelő időpontban történő korrekciója.
Az embereknél a járás több különböző eljárásból tevődik össze:
- a lábak közötti hátra és előre lendülés
- a lábujjakkal való lökés a sebesség fenntartásához
- a lendülés megszakítása és ezzel együtt a sarok elfordítása a kanyarodásnál
- a térdek behajlítása és kinyújtása az „előrezuhanás” meghosszabbításához

#### Futás
A futás, a járással ellentétben egy folyamatos eljárás; egy bipedális lény vagy eszköz a hatékony futás során az állandó előrezuhanás állapotában van. A futó azzal, hogy aránylag egyenletesen, mindig a megfelelő pillanatban „elkapja önmagát”, fenntartja ezt az állapotot, ám ez a futás esetében csak késlelteti az egyébként elkerülhetetlen zuhanást a következő lépés idejéig.

### Izomzat
A bipedalizmus erős lábizmokat igényel, főként a felső lábszáron. A háziszárnyasoknál a jól fejlett lábizmokkal szemben a szárnyak kicsik és csontosak. Az ember esetében a quadriceps és a térdhajlat izmai döntő fontosságúak a bipedális tevékenységek során, egyenként is nagyobbak, a karokon levő jól fejlett bicepszeknél.

### Idegrendszer
A jól ismert térdreflex (vagy patelláris reflex) kihangsúlyozza a szükséges bipedális vezérlőrendszert: az idegek egyetlen célt szolgálnak, a kapcsolódásuk biztosítja a nyújtott helyzet zavarára vonatkozó azonnali választ; ez nem csak tudatos mentális tevékenység nélkül történik, de az idegek közül egy sem vezet a lábból az agyba.
A bipedális ideganatómia egy kevésbé jól ismert része a felállni még nem képes emberi gyermekeknél figyelhető meg. Annak ellenére, hogy a futásuk még nem igazán kifinomult, képesek a függőleges testhelyzet fenntartására, és ingert éreznek arra, hogy taposó mozgást végezzenek.

### Légzés
Egy biped képes lélegezni futás közben is. Az emberek általában minden második lépes után vesznek levegőt, amikor az aerob rendszer működik. Egy nagy tempójú futás során, amikor az anaerob rendszer beindul, a légzés lelassul, egészen addig, amíg az anaerob rendszer már nem képes a futás fenntartására.
Ez nem feltétlenül jelent előnyt a quadrupedekkel szemben, ugyanis a quadrupedek egyrészt szintén képesek a futás közbeni légzésre, másrészt az olyan emlősöknél, mint a kutya a futás még segíti is a tüdők kitágulását és összehúzódását. A törzs izmai egyszerre felelnek a helyváltoztatásért és a légzésért, ezáltal pedig a futás közbeni légzés még hatékonyabb ezeknél az állatoknál, mint a bipedeknél[forrás?].

## Bipedális robotok

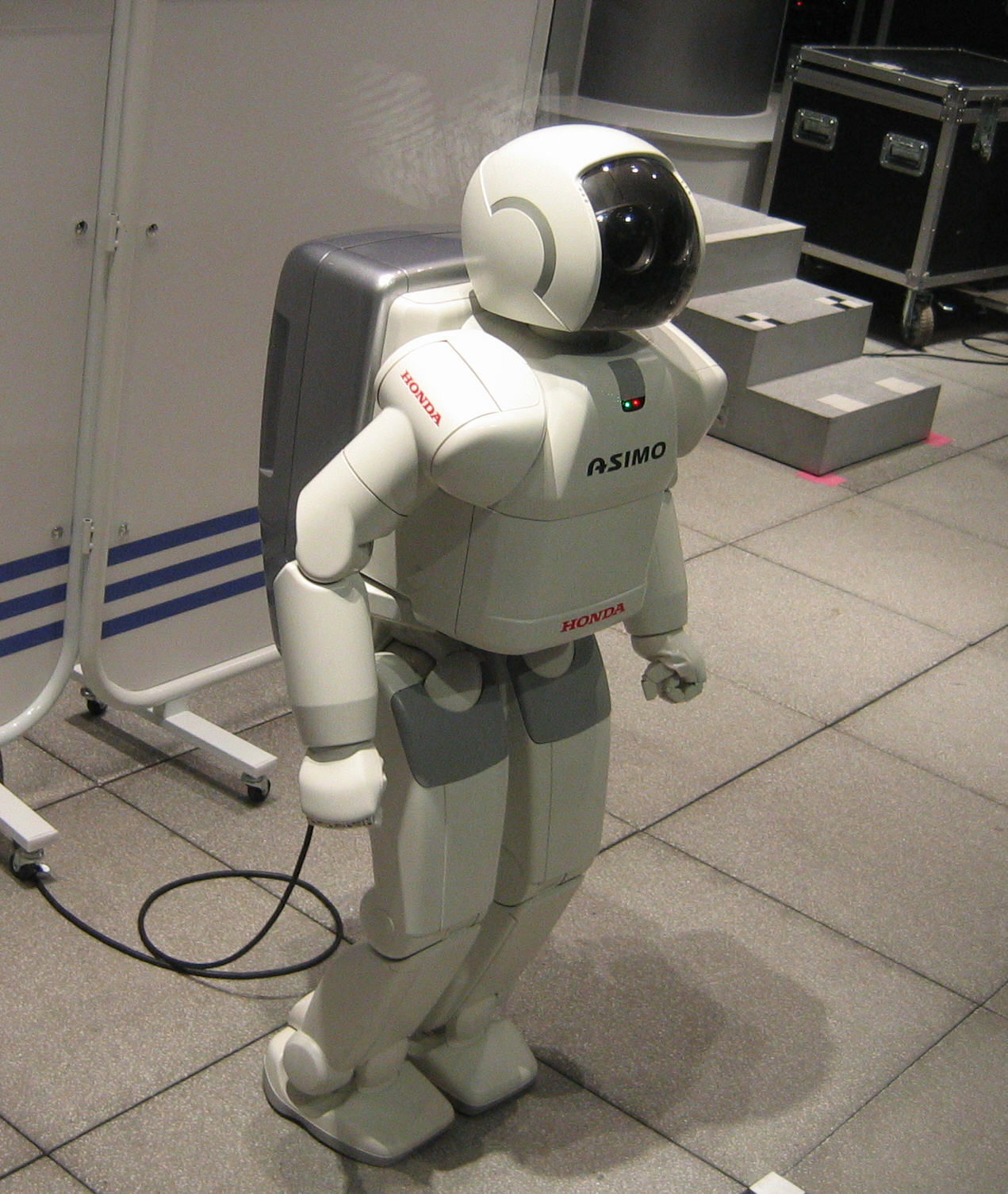
ASIMO - egy bipedális robot

Majdnem a teljes 20. század folyamán a bipedális robotok megvalósítása nagyon bonyolult feladat volt, így a robotok inkább kerekeken vagy egyéb futófelületeken, esetleg több lábon mozogtak. Később a számítógépek kisebbé és olcsóbbá válásával a kétlábú robotok kivitelezhetőbbé váltak. Néhány nevezetes példa a bipedális robotokat illetően: ASIMO, HUBO és QRIO.

## Bipedális molekulák
2005-ben a University of California, Riverside-on kifejlesztették az első bipedális molekulát a 9,10-Dithioanthracene-t, amely képes egyenes vonalban haladni egy meleg és sima réz felületen. A kutatók úgy vélik, hogy a molekula felhasználható lenne egy molekuláris számítógépben.

## Lásd még
- négylábúság

## Fordítás
- Ez a szócikk részben vagy egészben  a   Bipedalism című angol Wikipédia-szócikk ezen változatának fordításán alapul.  Az eredeti cikk szerkesztőit annak laptörténete sorolja fel. Ez a jelzés csupán a megfogalmazás eredetét és a szerzői jogokat jelzi, nem szolgál a cikkben szereplő információk forrásmegjelöléseként.